# Новий Хан
Но́вий Хан (болг. Нови хан) — село в Софійській області Болгарії. Входить до складу общини Єлин Пелин.

## Населення
За даними перепису населення 2011 року у селі проживали 2511 осіб.
Національний склад населення села:
| Національність   | Кількість осіб | Відсоток |
| ---------------- | -------------- | -------- |
| болгари          | 2078           | 98,8%    |
| цигани           | 16             | 0,8%     |
| інша             | 5              | 0,2%     |
| Всього відповіли | 2104           |          |

Розподіл населення за віком у 2011 році:
Динаміка населення: